# Sanvignes-les-Mines
Sanvignes-les-Mines település Franciaországban, Saône-et-Loire megyében. Lakosainak száma 4265 fő (2022. január 1.). Sanvignes-les-Mines Saint-Berain-sous-Sanvignes, Ciry-le-Noble, Dompierre-sous-Sanvignes, Montceau-les-Mines, Perrecy-les-Forges, Saint-Eugène és Saint-Vallier községekkel határos.

## Népesség
A település népessége az elmúlt években az alábbi módon változott:
| Lakosok száma | 4459 | 4414 | 4453 | 4317 | 4311 | 4316 | 4325 | 4295 | 4265 |
|               | 2013 | 2015 | 2016 | 2017 | 2018 | 2019 | 2020 | 2021 | 2022 |